# Rhododendron lanatoides
Rhododendron lanatoides är en ljungväxtart som beskrevs av David Franklin Chamberlain. Rhododendron lanatoides ingår i släktet rododendron, och familjen ljungväxter. Inga underarter finns listade i Catalogue of Life.